# Dodge City (Alabama)
Dodge City es un pueblo ubicado en el condado de Cullman en el estado estadounidense de Alabama. En el censo de 2000, su población era de 612. 

## Demografía
En el 2000 la renta per cápita promedia del hogar era de $ 30.417$ , y el ingreso promedio para una familia era de 33.393$. El ingreso per cápita para la localidad era de 14.111$. Los hombres tenían un ingreso per cápita de 29.028$ contra 18.214$ para las mujeres.

## Geografía
Dodge City está situado en 34°3′8″N 86°52′58″O / 34.05222, -86.88278 (34.052144, -86.882790).
Según la Oficina del Censo de los EE. UU., la ciudad tiene un área total de 3.14 millas cuadradas (8.14 km ²).